# Rodeo (Durango)
Rodeo es una población del estado mexicano de Durango, localizada el norte del estado en la llamada zona de los valles, es cabecera del Municipio de Rodeo el cual se distingue por ser unos cacahuateros.
Rodeo tuvo su origen en la Hacienda de Palmitos, que sin embargo pronto se vio despoblada debido a los continuos ataques de los grupos indígenas rebeldes, hasta el siglo XVIII con el establecimiento de los Presidios españoles, permitió el desarrollo de la región, proliferando las actividades agrícolas y mineras y el establecimiento de haciendas.
El 9 de diciembre de 1913 en la población tuvo lugar un enfrentamiento entre las fuerzas revolucionarias y el Ejército Federal que se saldó con la victoria de los primeros, en 1915 fue creado el municipio de Rodeo, separándolo del de San Juan del Río, lo cual dio impulso al desarrollo del poblado.